# Breathing Space (album)
Breathing Space is het eerste soloalbum van Iain Jennings, daarvoor (en daarna weer) lid van Mostly Autumn. Eigenlijk is het een muziekalbum van Mostly Autumn, maar dan volledig gericht op Iain Jennings, alle musici op het album speelden mee in Mostly Autumn. Dat zou wijzigen bij het volgende album, dat uitkwam onder de groepsnaam Breathing Space. Gezien de musici is de muziek bijna gelijk aan die van Mostly Autumn. De invloeden van Pink Floyd zijn dan ook niet geheel verdwenen.

## Musici
- Iain Jennings – toetsinstrumenten
- Olivia Sparnenn – zang
- Liam Davidson – gitaar
- Andrew Jennings – slagwerk
- Bryan Josh – gitaar op (4) en (7)

## Muziek
Allen van Iain Jennings, behalve waar aangegeven:

| Nr. | Titel                             | Duur |
| --- | --------------------------------- | ---- |
| 1.  | Forgive or surrender              | 5:06 |
| 2.  | I’ve been thinking                | 5:06 |
| 3.  | Shades of grey                    | 5:10 |
| 4.  | No promises                       | 4:40 |
| 5.  | Man made circles                  | 7:05 |
| 6.  | Wasted all the time               | 6:03 |
| 7.  | Belief (Jennings, tekst Sparnenn) | 5:41 |
| 8.  | You still linger                  | 8:37 |
| 9.  | Escape (Steve Helstrip, Jennings) | 8:11 |

Op de Amerikaanse versie verschenen via Renaissance (waarvan de releasedatum) is Escape vervangen door Distant train (4:50).